# Scheepswerven in Elburg

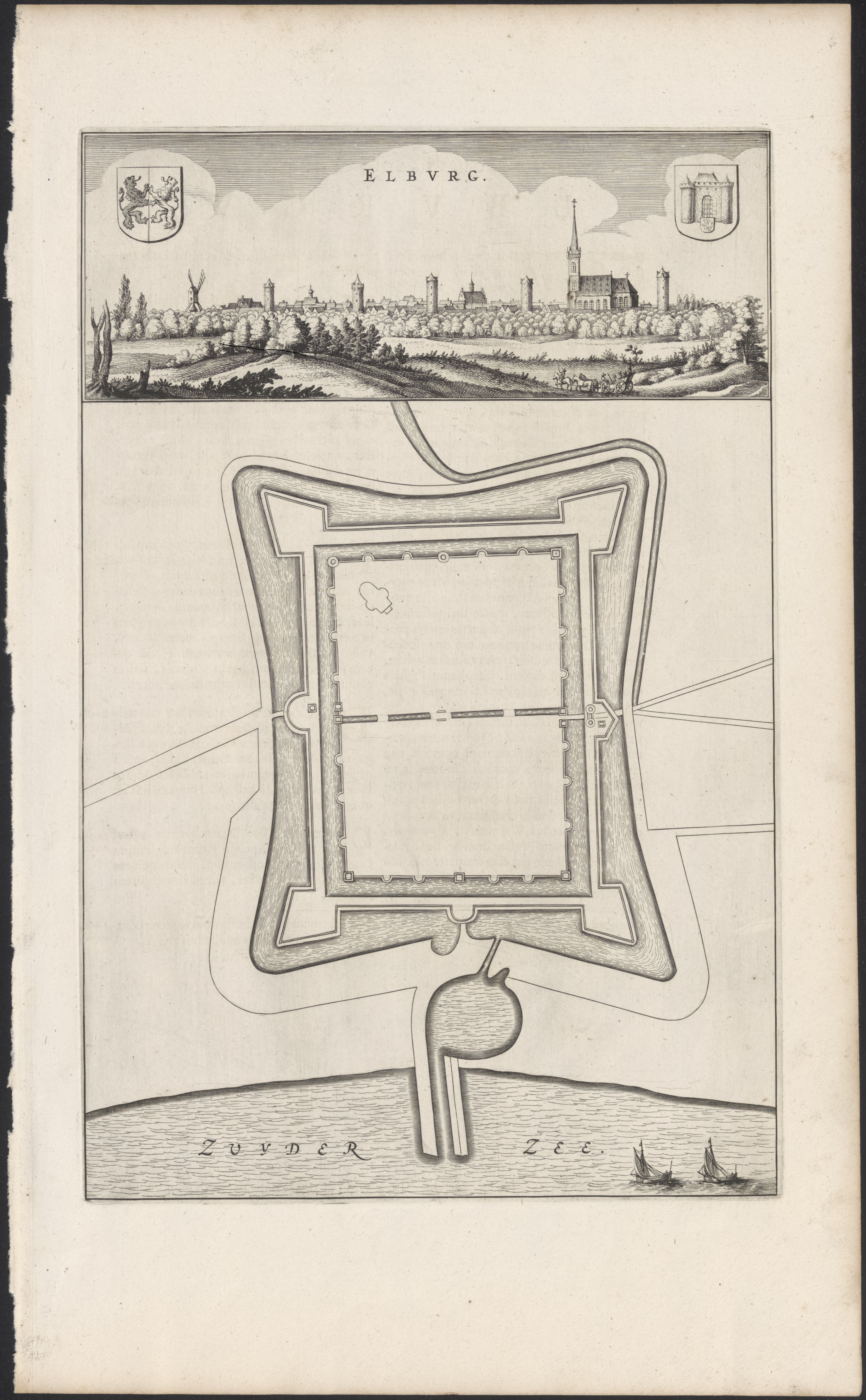
Stadplattegrond Elburg, 1649, Joan Blaeu, Collectie Zuiderzeemuseum

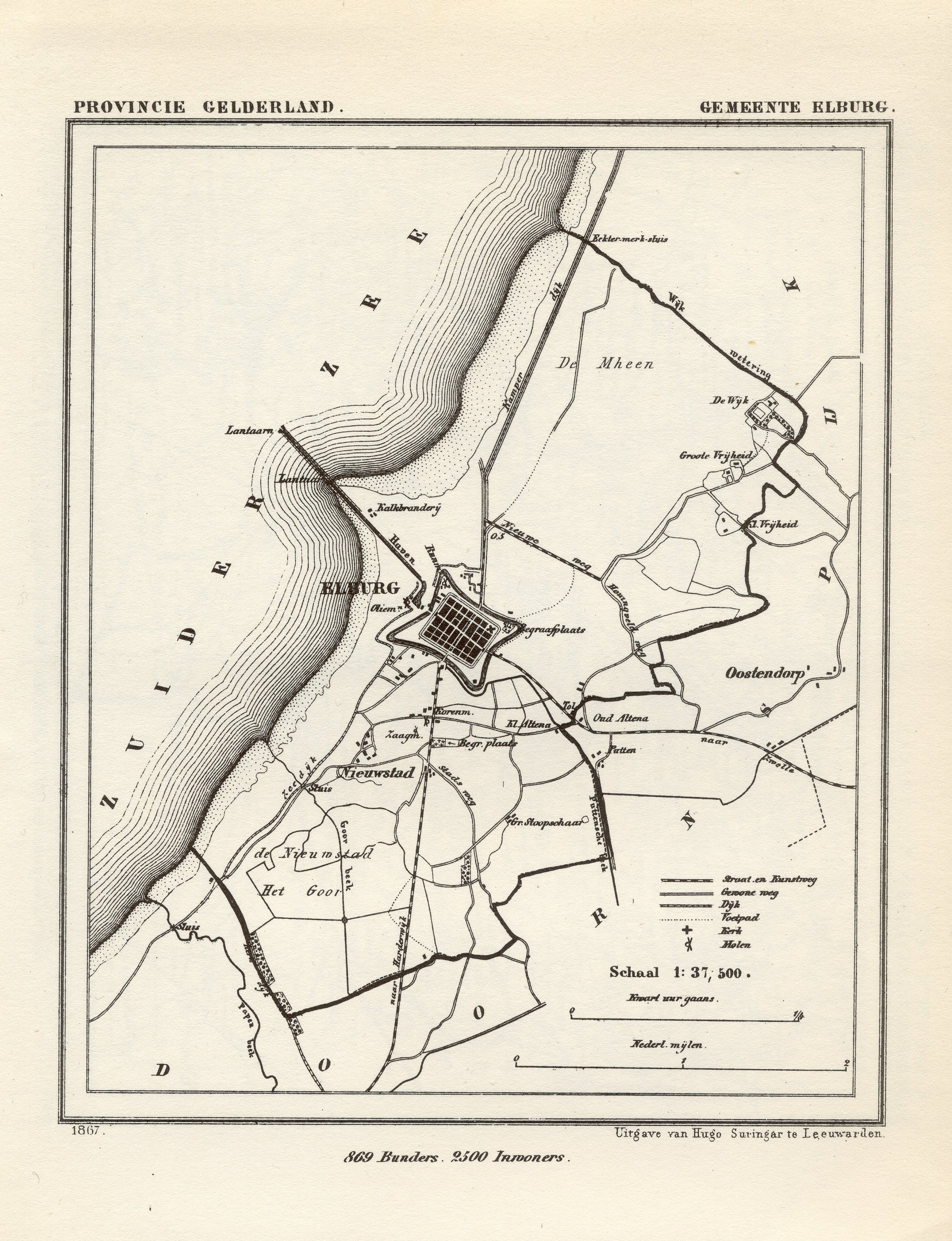
Kaart Elburg 1867

Tot aan de aanleg van Flevoland aan het einde van de jaren vijftig van de twintigste eeuw lag de Zuiderzeestad Elburg aan open water. De oude haven van Elburg, aangelegd in 1443 en rond van vorm met een kort havenkanaal naar de Zuiderzee, is in de tweede helft van de achttiende eeuw gedempt. De nieuwe haven, mogelijk aangelegd na de stormvloeden 1775 en 1776, met een veel langer havenkanaal, lag iets meer naar het zuidoosten en was rechthoekig van vorm. Op een kaart van 1867 is deze vorm, die overeenkomt met de huidige vorm, goed te zien.
Dries van der Beek vroeg op 20 april 1787 octrooi voor vijfentwintig jaar tot het realiseren van een scheepshelling, waarop ‘veerschepen en meerdere vaartuigen kunnen worden gerepareerd’. Van der Beek liet de werf aanleggen ‘aan de noordkant van de haven naast het oude helling'tje'. Kennelijk is dus voordien ook al sprake geweest van scheepsbouw.

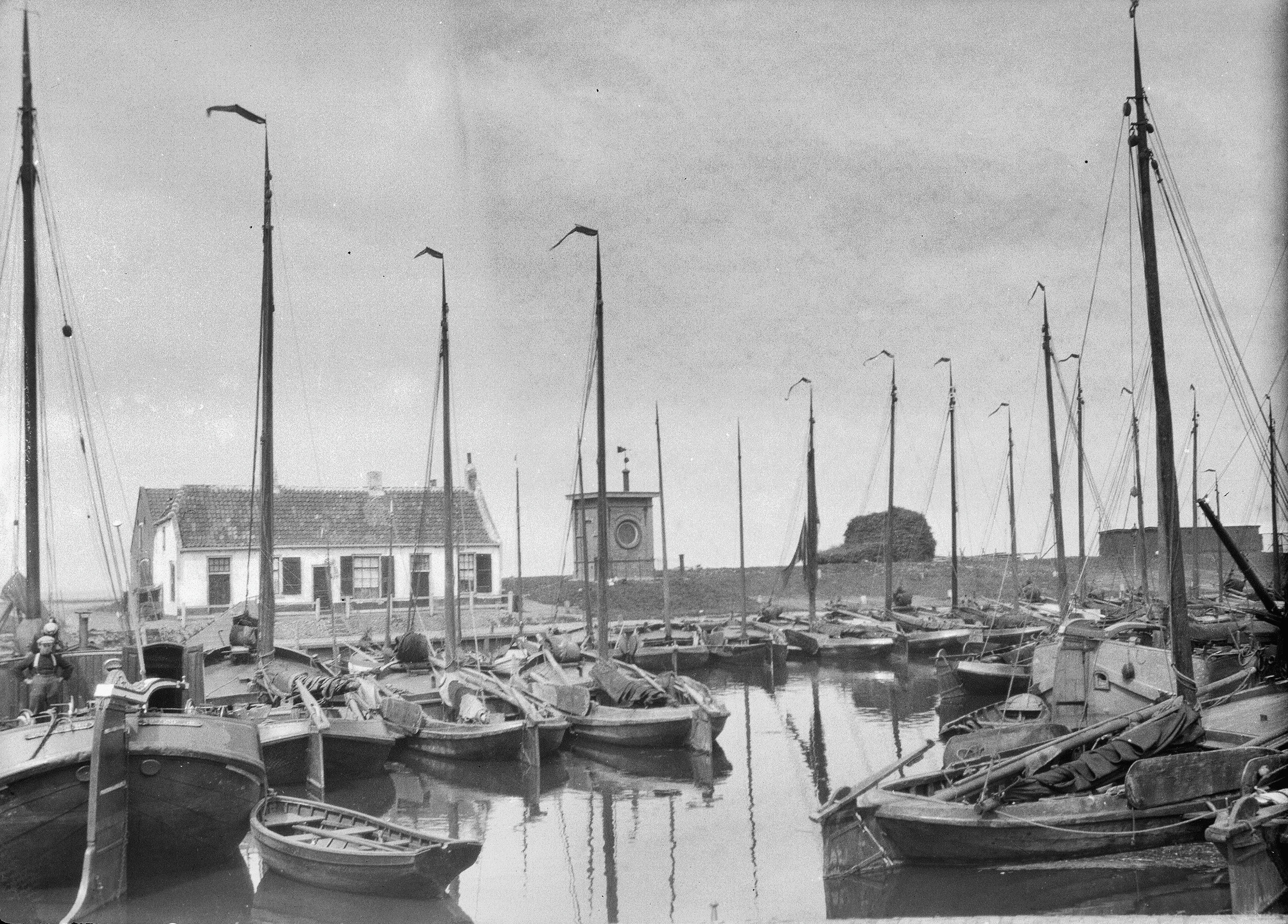
De haven van Elburg (1928), fotograaf Anton Bicker Caarten, collectie Rijksdienst voor het Cultureel Erfgoed.

In 1802 kocht Sijbrand Balk de scheepshelling met werfschuur voor 1000 gulden. De familie Balk was waarschijnlijk al langer bij de scheepsbouw betrokken, blijkens een gildepenning uit 1764 met het opschrift J. Balk. Onderzoek naar de visserij uit 1808 bevestigt de aanwezigheid van een scheepswerf, ook het onderzoek van de commissie Neeb in 1905 naar de Zuiderzeevisserij spreekt van een scheepswerf in Elburg.
De familie Balk bleef aan de Havenkade actief tot aan 2004 toen de werf is verhuisd naar wat voorheen de werf was van Metz op Urk, voor dieper water en meer ruimte. 

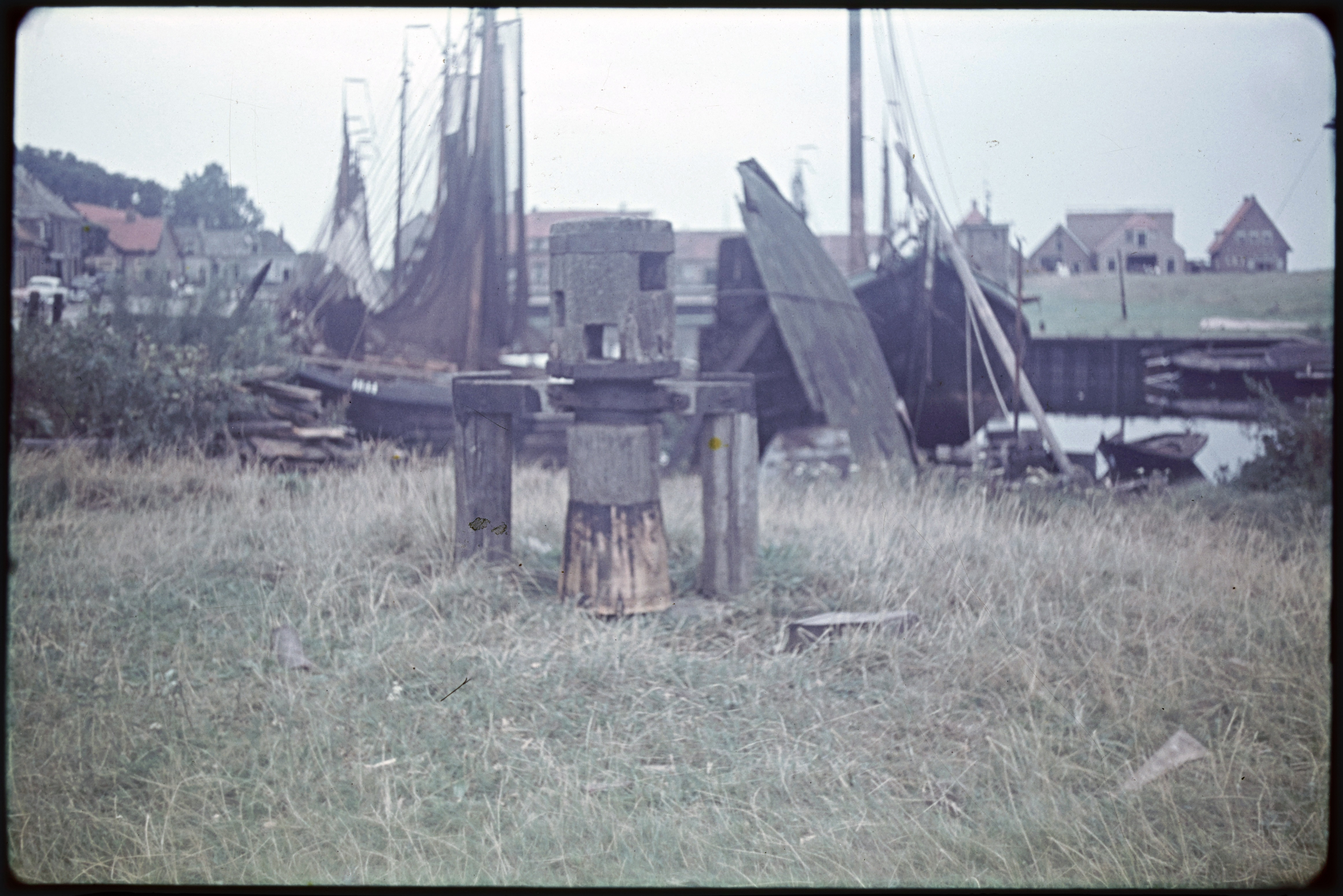
Kaapstander op de helling van Scheepswerf Balk, fotograaf S.J. Bouma. Collectie Zuiderzeemuseum Enkhuizen

De werf van Balk in Elburg was vooral een reparatiewerf. Zo nu en dan werd een nieuw schip opgeleverd, het betrof vooral bonzen, pluten, punters en kubboten. De werf beschikte over drie bedden en een schuur. Als rond 1900 een nieuw schip werd gebouwd, stak de steven buiten de schuur. Tot aan de bouw van een passende werfschuur in 1937 was de behuizing te klein. De schepen werden met een kaapstander en een paard of vier man de helling op getrokken. Na de oorlog ging de werf over van hout naar staal en richtte zich meer op de pleziervaart, al werden er ook ankervletten voor het baggerwerk, schouwen, lemsteraken, motor- en kotterjachten voor de visserij en rondspant kieljachten en motorvletten gebouwd. Pas nadat Elburg in 1956 werd afgesloten van het open water, verdween de visserij nagenoeg geheel.

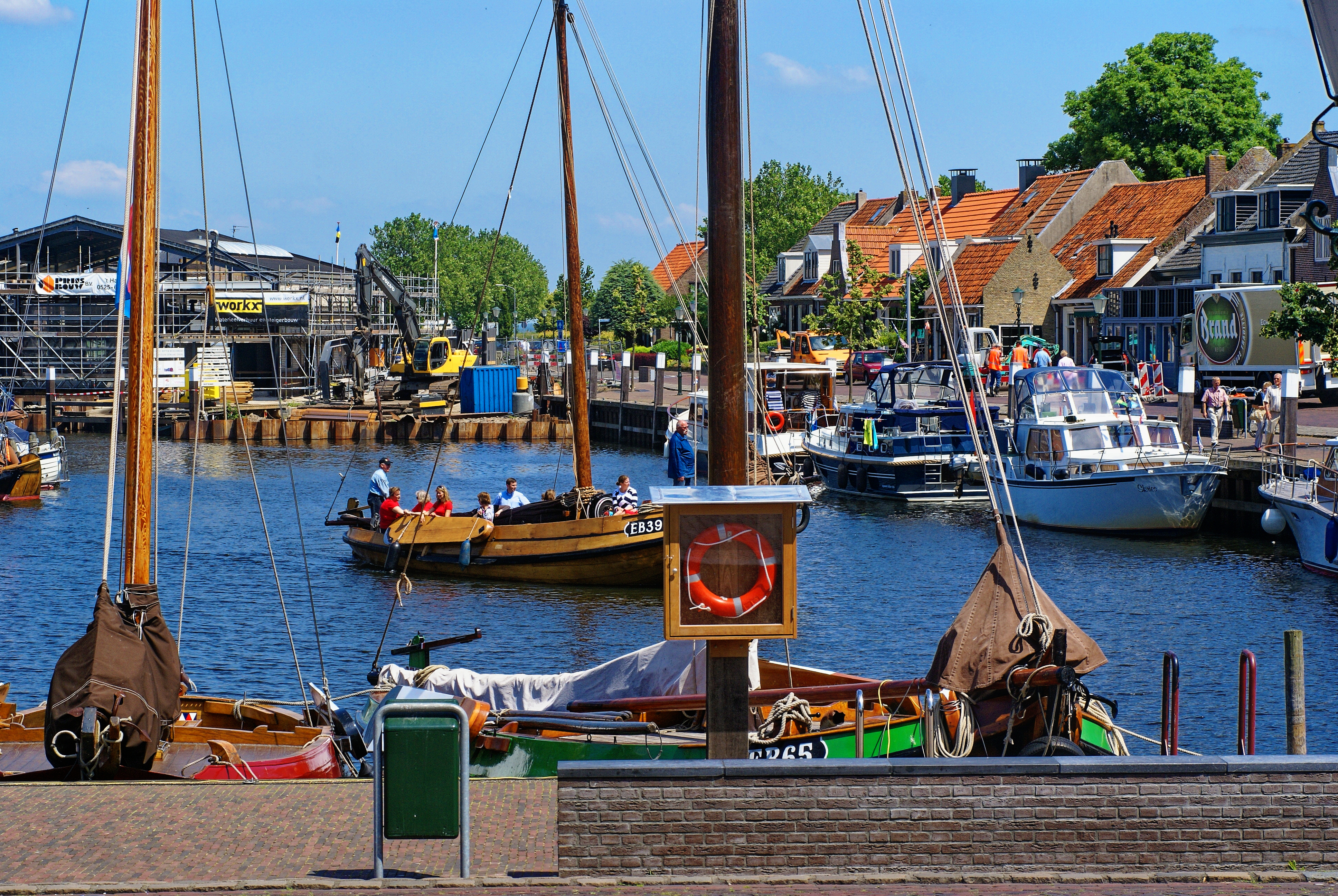
Haven van Elburg met het nieuwe werfhuis van de Botterstichting in aanbouw (2009)

Om de expertise van historische scheepsbouw te behouden voor Elburg werd in 1996 de Botterstichting opgericht. De stichting gebruikte het terrein van de Oude Bleek om botters op te knappen. Aan het begin van het nieuwe millennium ontstond het plan om een goed geoutilleerde werf in te richten. Met het vertrek van de werf van Balk kreeg de stichting de ruimte om ter plekke van de leegstaande werf een geheel nieuwe historische botterwerf met werfhuis (‘de hellege’) in te richten. Helling en werfhuis kwamen in 2010 gereed. De stichting heeft een elftal botters in beheer waarvan er nog een aantal in restauratie is.